# State Parks in Virginia

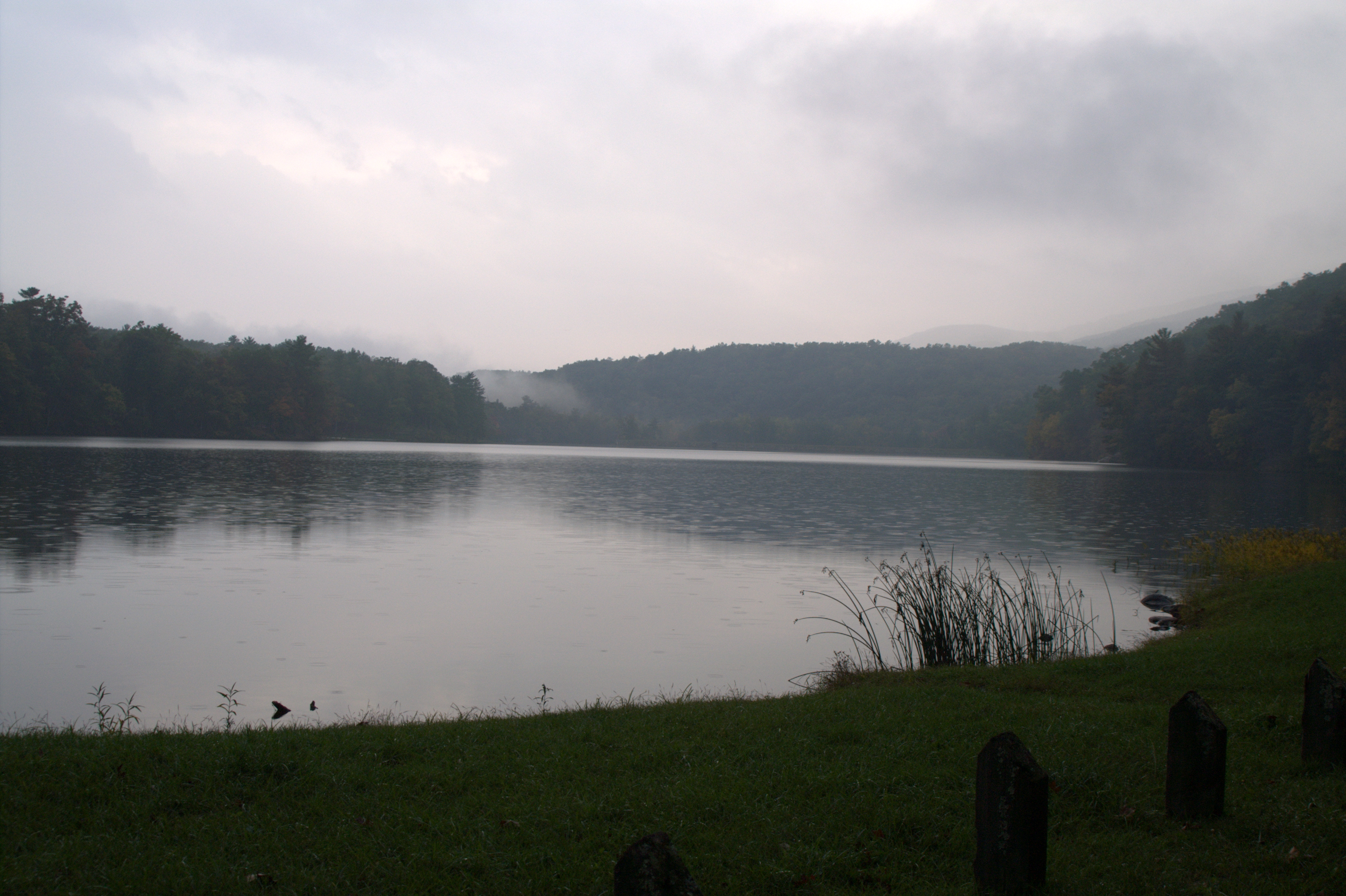
Douthat State Park

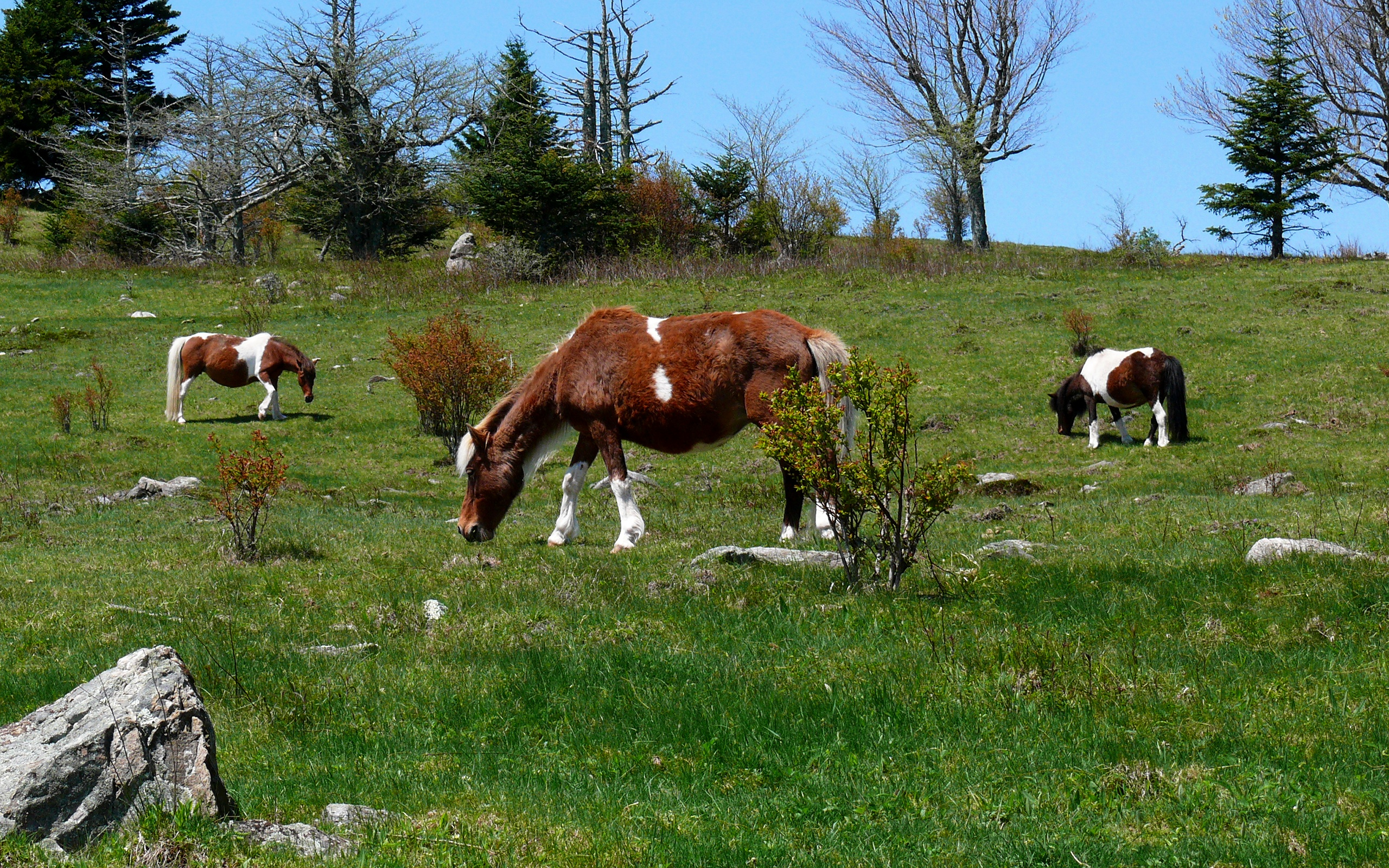
Grayson Highlands State Park

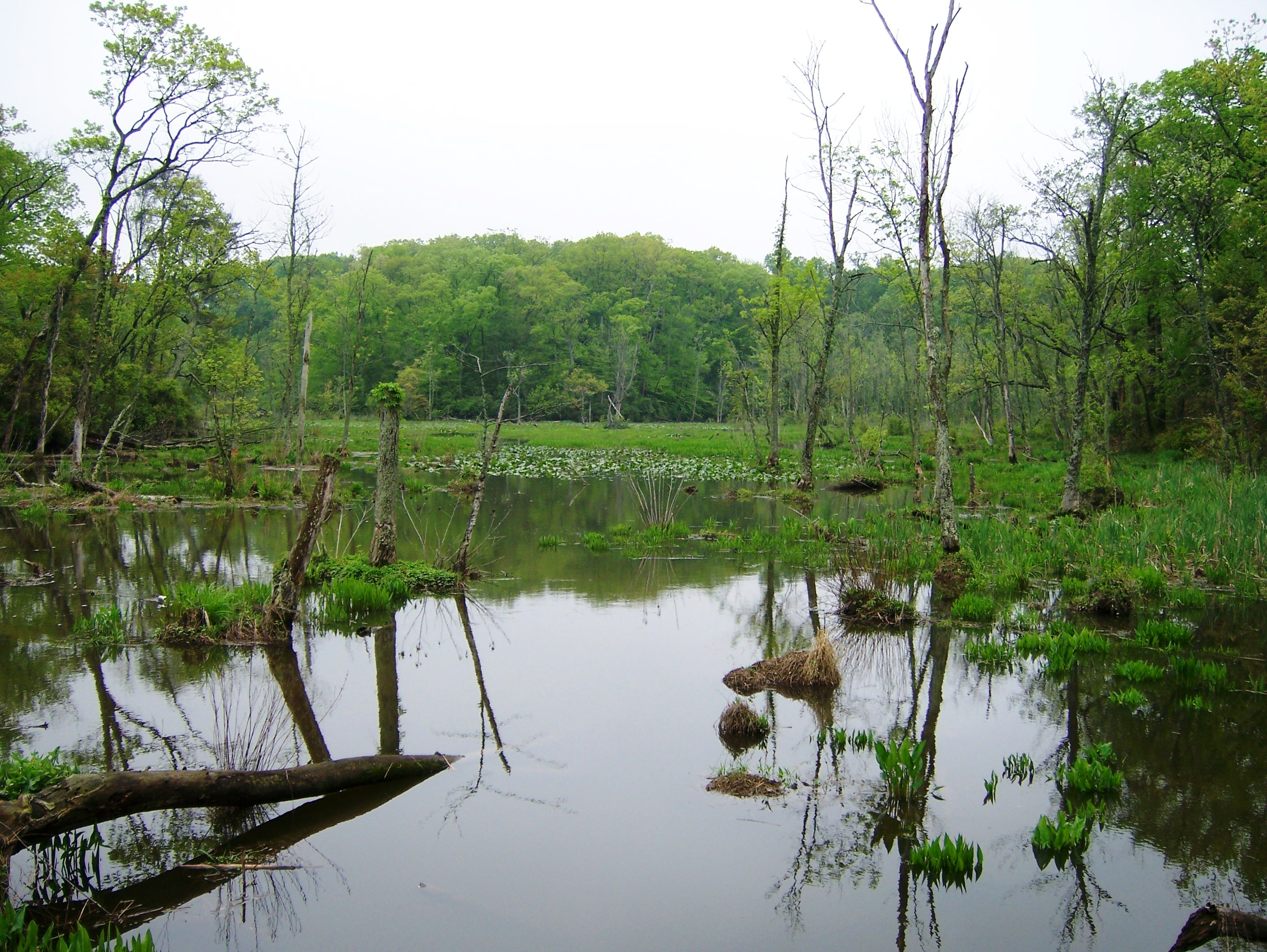
Mason Neck State Park

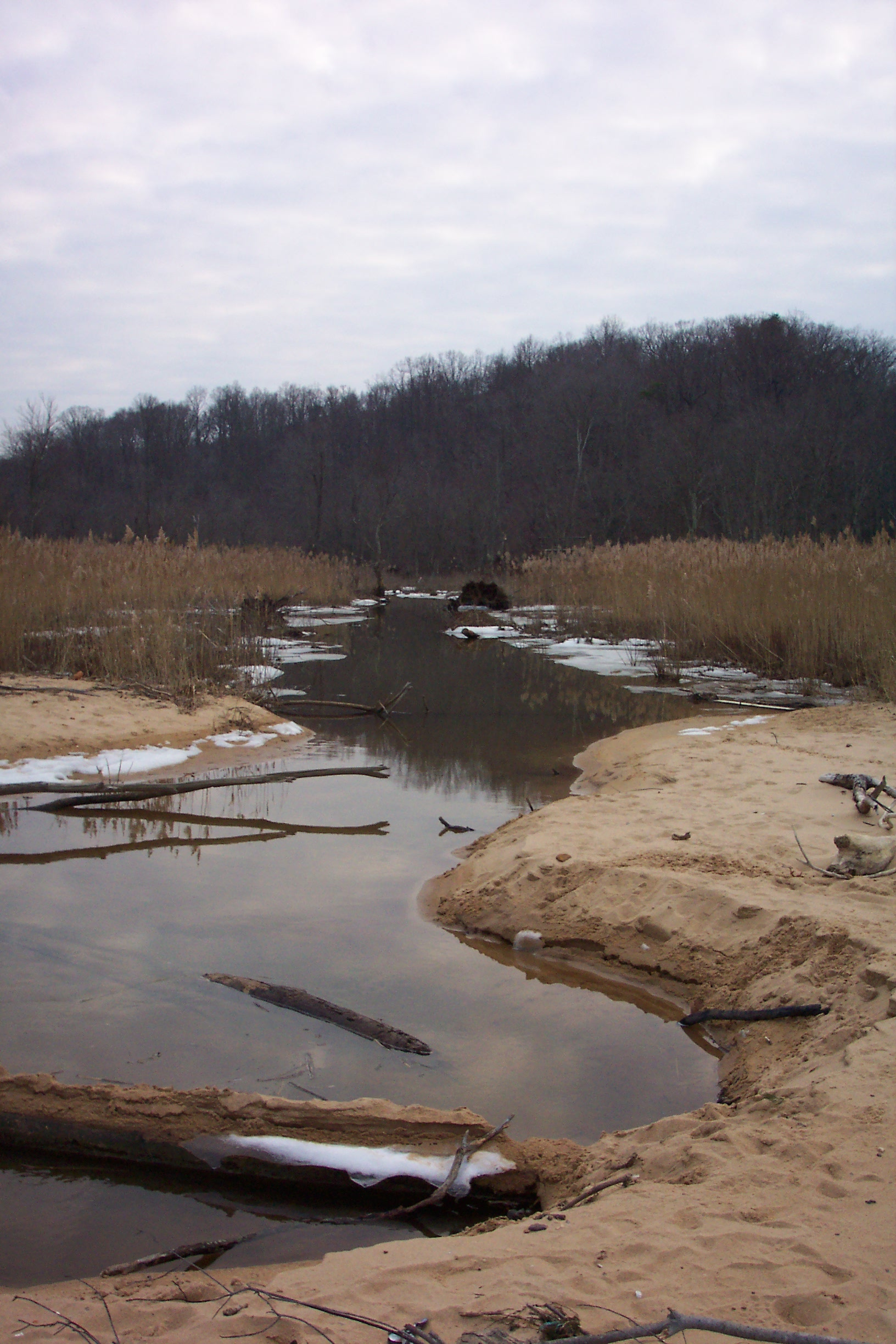
Westmoreland State Park

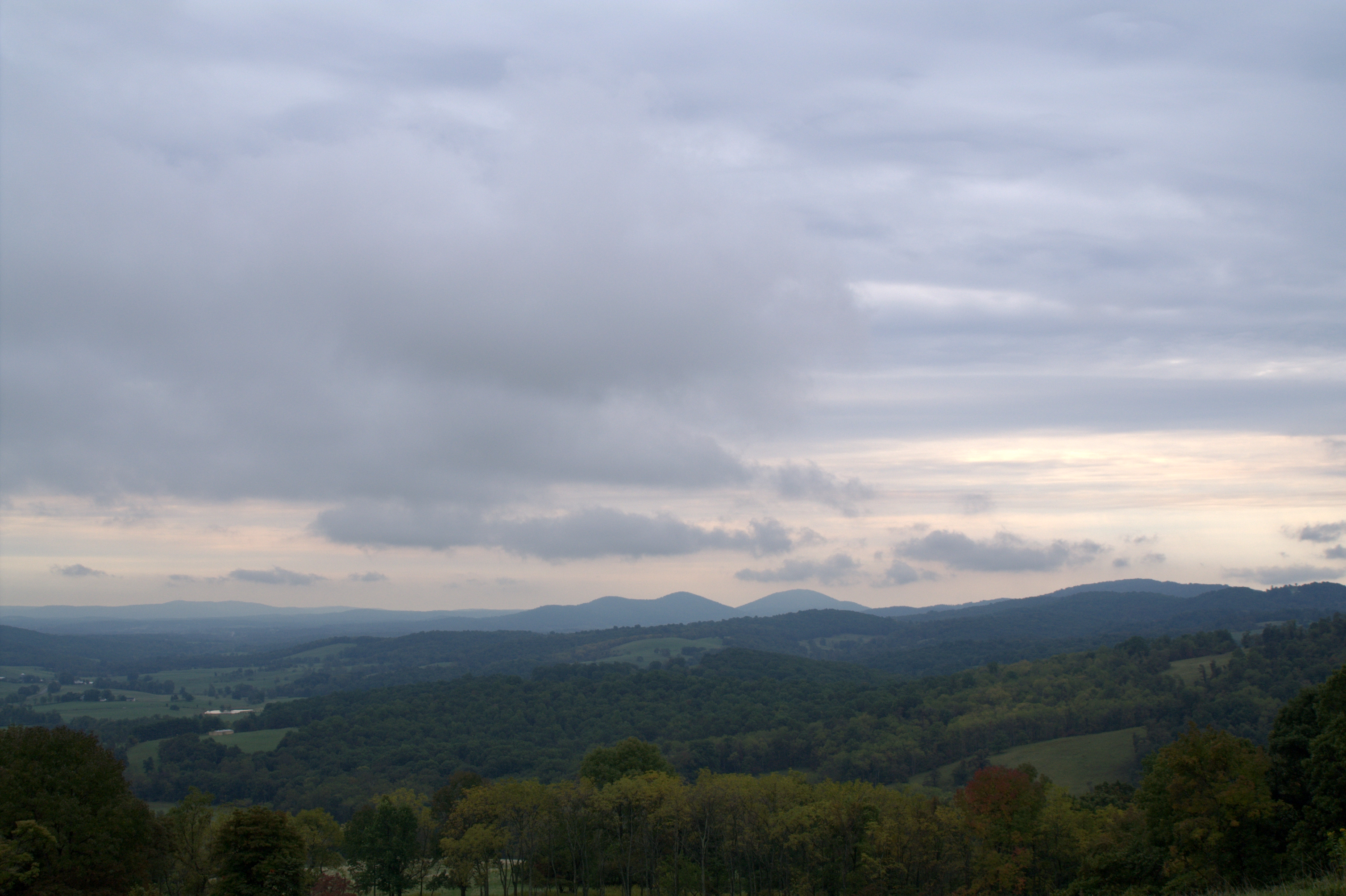
Sky Meadows State Park

Dies ist die Liste der State Parks im US-Bundesstaat Virginia.
- Bear Creek Lake State Park
- Belle Isle State Park
- Breaks Interstate Park
- Chippokes Plantation State Park
- Claytor Lake State Park
- Douthat State Park
- Fairy Stone State Park
- False Cape State Park
- First Landing State Park
- Grayson Highlands State Park
- High Bridge Trail State Park
- Holliday Lake State Park
- Hungry Mother State Park
- James River State Park
- Kiptopeke State Park
- Lake Anna State Park
- Leesylvania State Park
- Mason Neck State Park
- Natural Bridge State Park
- Natural Tunnel State Park
- New River Trail State Park
- Occoneechee State Park
- Pocahontas State Park
- Sailor’s Creek Battlefield State Park
- Shenandoah River Raymond R. "Andy" Guest Jr. State Park
- Shot Tower Historical State Park
- Sky Meadows State Park
- Smith Mountain Lake State Park
- Southwest Virginia Museum Historical State Park
- Staunton River State Park
- Staunton River Battlefield State Park
- Tabb Monument
- Twin Lakes State Park
- Westmoreland State Park
- Wilderness Road State Park
- York River State Park